# Jacques Sapir
Pour les articles homonymes, voir Sapir.
Jacques Sapir, né le 24 mars 1954 à Puteaux, est un économiste français spécialiste de l'économie russe.
Il enseigne à l'université Paris-Nanterre, avant de devenir maître de conférences puis directeur d'études à l'EHESS, directeur du Centre d'études des modes d'industrialisation (CEMI-EHESS) et responsable de formation doctorale. Il est élu membre (à titre étranger) de l'Académie des sciences de Russie en octobre 2016.
Spécialiste de l'économie russe et des questions stratégiques, ainsi que théoricien de l'économie, il se fait connaître par ses positions hétérodoxes très marquées sur divers sujets et son engagement politique. D'abord situé à gauche pour sa critique du néo-libéralisme, de l'Union Européenne et de l'euro, il en vient à prôner des rapprochement vers la droite et l'extrême droite par ses thèses intéressant la mouvance souverainiste,,.
Ses analyses sur la Russie ainsi que sa présence dans certains médias d'État russes font l'objet de critiques lui reprochant d'être « pro-russe », proche du Kremlin, et de relayer de fausses informations.

## Biographie

### Famille
Né en 1954, Jacques Sapir est le fils du psychanalyste Michel Sapir (1915-2002), un des responsables du Front national de la Résistance dans les Alpes-Maritimes et de Marie-Thérèse Roubaud. Son père est né à Moscou dans une famille de la bourgeoisie juive qui avait quitté la Russie après la révolution d'Octobre. Sa mère était la fille d'un pharmacien de Vence. Ses parents se sont rencontrés à Nice en 1943, pendant la résistance.[réf. à confirmer]

### Études
Il est élève du lycée Buffon (Paris). Diplômé de l'Institut d'études politiques de Paris en 1976, il soutient, en 1980, une thèse de doctorat de 3e cycle à l'EHESS sous la direction de Charles Bettelheim.
En 1986, il passe une thèse d'État en économie à l'université Paris-Nanterre, sous la direction de Michel Aglietta, intitulée « Rythmes d'accumulation et modes de régulation de l'économie soviétique : essai d'interprétation des cycles d'investissement et de main d'œuvre en URSS de 1941 à nos jours ».

### Carrière
Après avoir commencé sa carrière comme professeur d’économie au lycée Ernest Couteaux de Saint-Amand-les-Eaux de 1977 à 1979, il enseigne ensuite au Lycée Félix Faure de Beauvais (Oise) de 1979 à 1982. Il est professeur d'économie à l'université Paris-Nanterre de 1982 à 1990, comme assistant puis comme maître de conférences (1986). Il entre à l'EHESS en 1990 avant d'y devenir directeur d'études en 1996. C'est à cette date qu'il prend la direction du Centre d'études des modes d'industrialisation de l'EHESS. Il est le responsable de la formation doctorale « Recherches comparatives sur le développement » de 1996 à 2006. Il enseigne également au Haut Collège d'économie à Moscou de 1993 à 2000. Il enseigne actuellement[Quand ?] plusieurs semaines par an à l'École économique de Moscou (sl) (Moskovskaïa Chkola Ekonomiki) en même temps qu'à l'EHESS de Paris.
Il a été consultant pour le ministère de la Défense nationale. Il est considéré par Le Point, en 2014, comme un spécialiste de la Russie.
En reconnaissance de ses travaux, il est élu, le 28 octobre 2016, à l'Académie des sciences de Russie comme membre étranger.
En 2017, Le Monde écrit : « Dans la capitale russe, il est devenu un habitué du club Valdaï, un think tank pro-Kremlin où il est l’un des rares chercheurs français invités ».

### Prises de position politiques et économiques
Militant dans différentes organisations d'extrême gauche dans les années 1970, il soutient Jean-Pierre Chevènement en 2002.
En 2005, il prend position contre le Traité établissant une Constitution pour l'Europe. Il soutient la sortie de l'euro, dévaluation, contrôle rigide des capitaux et système monétaire commun négocié.
Il soutient en 2008 le Front de gauche, qui regroupe le Parti communiste français et le Parti de gauche, signant en particulier une pétition publique. Depuis la crise de 2008, il concentre ses efforts pour faire du protectionnisme et de la sortie de la zone euro des thèmes essentiels de la gauche radicale, à l'instar de Frédéric Lordon et d'Aurélien Bernier.
Par la suite, il est cité par tous les partis politiques promoteurs du souverainisme du Front de gauche au Front national. En juin 2012, il se rapproche de Nicolas Dupont-Aignan, aux côtés de Philippe Murer et de Jacques Nikonoff.
Le 3 février 2014, sur le plateau de l'émission télévisée Mots croisés, le ministre de l'Économie Pierre Moscovici, face à Marine Le Pen, qualifie Jacques Sapir d'économiste « d'extrême droite » provoquant une vague d'indignation parmi les militants de la gauche radicale. Peu de temps après, un de ses proches collaborateurs, Philippe Murer rallie le Front national. Le journal Sud Ouest affirme que « c'est au lendemain d'un dîner organisé par Paul-Marie Coûteaux avec l'économiste Jacques Sapir que la présidente du FN [Marine Le Pen] s'était convaincue de sortir de l'euro ».
En 2015, Jacques Sapir émet l'idée d'une large union incluant le Front national, afin de mettre en place ce qui selon lui est une priorité : le « démantèlement de la zone euro ». Courrier international rapporte les propos du quotidien italien Corriere della Sera, qui déclare que Michel Onfray et Jacques Sapir « avancent l’idée d’une alliance transversale de toutes les forces souverainistes, de l’extrême gauche à l’extrême droite », et Courrier international ajoute : « quitte à se faire accuser de sympathie avec le Front national ». Pour Conspiracy Watch, ses thèses sur l'Europe ont séduit l'extrême droite.
À partir de 2015, il publie régulièrement des textes et des analyses pour RT France, média d’État russe francophone, où il anime également un débat sur l'Euro et dont il est également membre du comité d'éthique, aux côtés de Thierry Mariani.
Il est un habitué du Club Valdaï, un think-tank pro-Kremlin où il est l'un des rares français invités à participer et à écouter le discours annuel de Vladimir Poutine.
En 2022, à la suite de l'invasion de l'Ukraine par la Russie, Jacques Sapir suspend sa participation aux médias pro-Kremlin RT France et Sputnik. En octobre 2022, il annonce dans un journal destiné aux élites moscovites qu'à la suite des coupures de gaz par la Russie, les Européens subiraient un hiver « difficile, froid et sombre ».
Jacques Sapir intervient également régulièrement dans les vidéos du média publié en ligne par le think tank pro-Kremlin d'Eric Denécé, le CF2R, alimenté par les mêmes intervenants que les médias de propagande du Kremlin, RT France et Sputnik. Il participe à des réunions du Dialogue franco-russe, lobby pro-Kremlin. En février 2023, il fustige les sanctions économiques prises à l'encontre de la Russie après l'invasion de l'Ukraine, en expliquant qu'elles feraient plus de mal à la France qu'à la Russie, dans le magazine d'extrême droite pro-Kremlin Omerta.
Plusieurs observateurs et médias, dont L'Express, et Libération le classent également parmi les « pro-russes » français, voire parmi les relais de la « poutinosphère ». Selon Conspiracy Watch, Jacques Sapir est un « relais fréquent de fausses informations » y compris conspirationnistes.

### Ouvrages

#### Années 1980
- Pays de l'est : vers la crise généralisée ?, Lyon, Federop, 1980, 322 p. (ISBN 978-2857920038)

- Travail et travailleurs en URSS, Paris, La Découverte, 1984 (ISBN 978-2707114457)

- Le Système militaire soviétique, Paris, La Découverte, 1988, 344 p. (ISBN 978-2707117304)

- L'Économie mobilisée, Paris, La Découverte, 1989 (OCLC 978-2707119094)

- Les Fluctuations économiques en URSS, 1941-1985, Paris, Éditions de l'EHESS, 1989, 239 p. (ISBN 978-2713209246)

#### Années 1990
- Feu le système soviétique ? : permanences politiques, mirages économiques, enjeux stratégiques, Paris, La Découverte, 1992 (ISBN 978-2707121288)

- Le Chaos russe, Paris, La Découverte, 1996, 328 p. (ISBN 978-2707125705)

- La Mandchourie oubliée : grandeur et démesure de l'art de la guerre soviétique, Éditions du Rocher, 1996, 312 p. (ISBN 978-2268022949)
- Le Krach russe, Paris, La Découverte, coll. « Sur le Vif », 1998, 139 p. (ISBN 978-2707129161)

- Bernard Chavance, Eric Magnin et Ramine Motamed-Nejad, Capitalisme et socialisme en perspective : Evolution et transformations des systèmes économiques, La Découverte, octobre 1999, 372 p. (ISBN 978-2707131416)

#### Années 2000
- Les Trous noirs de la science économique : Essai sur l'impossibilité de penser le temps et l'argent, Paris, Albin Michel, octobre 2000, 416 p. (ISBN 978-2226115775)

- Michel Crespeau et Annie Badower, L'expérience soviétique et sa remise en cause, Paris, Bréal, avril 2000, 255 p. (ISBN 978-2853947206)

- Les Économistes contre la démocratie : Pouvoir, mondialisation et démocratie, Paris, Albin Michel, 2002, 272 p. (ISBN 978-2226134271)

- Quelle économie pour le XXIe siècle ?, Paris, Odile Jacob, coll. « économie », 2005, 491 p. (ISBN 978-2738116499)

- avec Jacques Piatigorsky, L'Empire Khazar VIIe-XIe siècle : L'énigme d'un peuple cavalier, Autrement, 2006, 192 p. (ISBN 978-2746706330)

- La Fin de l'eurolibéralisme, Le Seuil, 2006 (ISBN 978-2020850223)

- Le Nouveau XXIe siècle : Du siècle "américain" au retour des nations, Le Seuil, mars 2008, 264 p. (ISBN 978-2020967747)

- avec Jacques Piatigorsky, Le grand jeu XIXe siècle : Les enjeux géopolitiques de l'Asie centrale, Autrement, coll. « Mémoires », janvier 2009, 256 p. (ISBN 978-2746710887)

#### Années 2010
- avec Frank Stora et Loïc Mahé, Et si la France avait continué la guerre, Paris, Tallandier, 2010, 587 p. (ISBN 978-2847347074)

- La Démondialisation, Paris, Le Seuil, 2011, 272 p. (ISBN 978-2757829769)

- Faut-il sortir de l'euro ?, Paris, Le Seuil, 2012, 204 p. (ISBN 978-2021062823)

- avec Viktor V. Ivanter, Alexandre Nekipelov et Dmitri Kouvaline, La Transition russe, vingt ans après, Éditions des Syrtes, janvier 2012, 232 p. (ISBN 978-2845451711)

- avec Frank Stora et Loïc Mahé, 1941-1942, Et si la France avait continué la guerre…, Paris, Tallandier, 2012, 720 p. (ISBN 979-1021058941)

- Souveraineté, démocratie, laïcité, Michalon, 325 p. (ISBN 978-2841868162)
- L'Euro contre la France, l'euro contre l'Europe, Paris, Éditions du Cerf, coll. « Le poing sur la table », 2016, 66 p. (ISBN 978-2204112680)

- avec Bernard Bourdin et Bertrand Renouvin, Souveraineté, Nation et Religion : Dilemme ou réconciliation ?, Paris, Éditions du Cerf, 2017, 200 p. (ISBN 978-2204121101)

#### Années 2020
- Chroniques Stratégiques : Des grandes questions de la stratégie à ses symboles, Paris, L’Esprit du Temps, janvier 2021, 216 p. (ISBN 978-2847955071)

- La Démondialisation : (nouvelle édition), Paris, Le Seuil, coll. « Points Economie », juin 2021 (ISBN 978-2-7578-8259-7)

- Le Protectionnisme, Paris, PUF, coll. « Que-Sais-Je », 2022, 125 p. (ISBN 978-2715408524)

- Le Grand Retour de la Planification ?, Paris, Jean-Cyrille Godefroy, coll. « Le Cercle Aristote », mars 2022, 288 p. (ISBN 978-2865533213)

- La Fin de l’Ordre Occidental ?, Perspectives Libres, 2024, 113 p. (ISBN 978-2487376083)

### Autres
- (en) « What Should the Inflation rate Be ? (on the importance of a long-standing discussion for defining today’s development strategy for Russia) », Studies on Russian Economic Development, vol. 17, no 3 / mai 2006.
- « Retour vers le futur : le protectionnisme est-il notre avenir ? », L’Économie politique, no 31, 3e trimestre, 2006.
- « Crises et désordres monétaires dans le système russe et soviétique », La Monnaie dévoilée par ses crises, éditions de l’École des hautes études en sciences sociales, Paris, vol. 2, 2007 p. 81-116, B. Théret (sous la direction de).
- (en) « Global finance in Crisis : a provisional account of the ‘subprime’ crisis and how we got into it », Real-World Economics Review, issue no 46, 18 mai 2008.
- « Sept jours qui ébranlèrent la finance », Actualités de la Recherche en histoire visuelle, 22 septembre 2008.
- « Une décade prodigieuse. La crise financière entre temps court et temps long », Varia - no 3, 2e semestre 2008 - Revue de la régulation
- « Le monde qui vient », Actualités de la Recherche en histoire visuelle, 25 octobre 2008.
- Postface à Que reste-t-il de notre victoire ? - Russie-Occident : le malentendu, par N. Narotchnitskaïa, éd. des Syrtes, 2008.
- (en) « From Financial Crisis to Turning Point. How the US Subprime Crisis Turned into a Worldwide One and Will Change the Global Economy», Internationale Politik und Gesellschaft, no 1 / 2009.
- « Le contexte économique des élections européennes », Revue politique et parlementaire, no 1052, juillet-septembre 2009.
- « L’illusion prudentielle », Nouvelles normes financières – S’organiser face à la crise, Paris-Berlin-Heidelberg-New York, Springer-Verlag France, mai 2010, p. 161-188, C. Walter (sous la direction de).
- « Inflation monétaire ou inflation structurelle ? Un modèle hétérodoxe bi-sectoriel », FMSH-WP-2012-14, juin 2012 (Les working papers de la Fondation Maison des sciences de l'homme).
- « Взаимозависимость денежно-кредитной политики развития в современной Европе: проблемы и возможные решения»  [L’interdépendance de la politique monétaire de développement dans l’Europe (UE) contemporaine : problèmes et possibles solutions]  in Problemy Prognozirovanija, N°5, 2017, pp. 3-10.
- « President Trump and Free-Trade », in Edward Fullbrook (Editor), Jamie Morgan (Editor), Trumponomics: Causes and Consequences , College Publications, mai 2017.
- « Le post-keynésianisme aujourd’hui », Revue de la régulation [En ligne], 25 | 1er semestre/Spring 2019, URL : http://journals.openedition.org/regulation/15045
- « Stalo li sozdanie zony evro onkologitcheskim zabolevaniem dlja Evropejskogo Sojuza ? » in D.B. Kuvalin (ed.), Vosstanovlenie yekonomitcheskogo rosta b Rossii et Evrope : problemy, perspektivy, sposoby finansirovanija, Moscou, Nauka, INP-RAN, 2019, pp. 17-48. Publié aussi en ligne à l’adresse : https://ecfor.ru/publication/sbornik-dokladov-po-materialam-lv-sessii-rossijsko-frantsuzskogo-seminara/
- « Would the lock-down induced economic contraction be a prelude to a major depression? » in Ekonomika i Matematechskyie Metody [Economie et Méthodes Mathématiques], 56 (3), pp. 5-25.
- « Основы экономического суверенитета и вопрос о формах его реализации» [Les Bases de la Souveraineté Économique et la question des formes de sa mise en œuvre] in Problemy Prognozirovanija, 2020, n°2, pp. 3-12.
- « Institutions and institutionalism: what, why and how » in КУДА ИДТИ? ПРОБЛЕМЫ РЕФОРМИРОВАНИЯИНСТИТУТОВ И ЭКОНОМИЧЕСКОЙ ПОЛИТИКИ В РОССИИ [OÙ ALLER? DÉFIS DE LA RÉFORME INSTITUTIONS ET ÉCONOMIQUE POLITIQUE EN RUSSIE], Nekipelov A.D. ed., Moscou, Znanie, 2020, pp. 40-94.
- “The Strategic Imperative and the Paradigm Shift in Economics / С двиг стратегического императива и парадигмы в экономике » in Стратегирование: теория и практика. [Penser Stratégie : Théorie et Pratique] Т. 1. № 1, 2021, pp 1-14.
- « КризисCovid-19 сновапоставил планированиена повесткудня? » [« La crise de la Covid-19 a-t-elle remis la planification à l’ordre du jour ? »] in Научные труды Вольного экономического общества России [Travaux Scientifiques de la société libre d’économie de Russie], Moscou, The Free Economic Society of Russia, Vol. 230, n°4/2021, pp. 259-274.